# Pierre Sinibaldi
Pierre Sinibaldi (Montemaggiore, 29 febbraio 1924 – Tolone, 24 gennaio 2011) è stato un allenatore di calcio e calciatore francese.

## Carriera

### Calciatore
Si formò nelle giovanili del Victor Hugo, squadra amatoriale di Marsiglia, assieme ai due fratelli Noël e Paul. Dopo aver giocato nell'AS Troyes-Savinienne durante gli anni della guerra, nel 1944 fu acquistato dallo Stade de Reims dove ritrovò come compagni di squadra i suoi fratelli. Negli anni in cui militò nella squadra (tra il 1944 e il 1953), Sinibaldi si affermò come uno dei più prolifici cannonieri del campionato francese (vincendo la classifica cannonieri nella stagione 1946-1947) nonché come uno dei protagonisti del primo ciclo di vittorie dello Stade Reims a cavallo tra la fine degli anni quaranta e l'inizio degli anni cinquanta.
Concluse la carriera giocando, tra il 1953 e il 1956, poche partite in squadre militanti in categorie inferiori (Nantes, Olympique Lione e Perpignan). Conta due presenze in nazionale maggiore nel 1946 (in un match contro l'Inghilterra) e nel 1948.

### Allenatore
Subito dopo il ritiro, iniziò la sua carriera di allenatore nel Perpignan, che allenò fino al 1959. Dopo aver guidato la nazionale lussemburghese per un anno, nel 1960 fu assunto come allenatore dell'Anderlecht, che guidò per quattro volte verso il titolo nazionale belga e verso una finale di Coppa delle Fiere nella stagione 1969-1970. Allenò i belgi fino al 1971 (salvo due stagioni nel Monaco tra il 1966 e il 1968 e alla guida della selezione della Corsica, che nel 1967 vinse una partita contro la nazionale francese), quando fu assunto dal Las Palmas, club spagnolo di prima divisione.
Dopo aver allenato la squadra fino al 1975, Sinibaldi concluse la sua esperienza alla guida di squadre spagnole allenando lo Sporting Gijón nella stagione 1975-1976 per poi concludere la carriera allenando, nei quattro anni successivi, squadre militanti nelle categorie inferiori del calcio francese (La Ciotat e Tolone).

## Palmarès

### Giocatore

#### Club
- Campionato francese: 2

1948-1949, 1952-1953
- Coppa di Francia: 1

1949-1950

#### Individuale
- Capocannoniere del campionato di calcio francese: 1

1946-1947

### Allenatore
- Campionato belga: 4

1961-1962, 1963-1964, 1964-1965, 1965-1966
- Coppa del Belgio: 1

1964-1965